# デモリションマン
『デモリションマン』（原題：Demolition Man）は、1993年10月8日に公開されたシルヴェスター・スタローン主演のアメリカ映画。日本では1994年2月11日に公開された。

## ストーリー
1996年、ロサンゼルス市警の刑事スパルタンは、バスをジャックして複数の人質をとり立て篭もった凶悪犯フェニックスを逮捕する。だがフェニックスの罠にはまり、人質は全員死亡。スパルタンは作戦失敗の責任と罪を問われて被告となり、フェニックスと同じく冷凍刑に処され、冷凍睡眠で永い眠りに付く。
それから36年後の2032年。暴力や犯罪が存在せず、また無菌社会でコンピュータによる徹底管理された「クリーンな社会」となった近未来都市サン・アンゼルスで、仮釈放審査のために解凍されたフェニックスが脱獄。20世紀最大の凶悪犯フェニックスになす術が無い警察は、当時の所業から“デモリションマン”（壊し屋）の異名がついたスパルタンを解凍して、フェニックス逮捕を命じた。
一方、フェニックスは、サン・アンゼルスを支配する市長コクトーと接触し、彼の推進する「クリーンな社会」に従わないレジスタンス運動の指導者フレンドリーの抹殺を命令される。フェニックスの脱獄はコクトーが仕組んだものだったのだ。武器と仲間を手に入れたフェニックスは、フレンドリー抹殺に向かう。
スパルタンはフレンドリーたちレジスタンスにも襲撃されるが、彼らが殺害行為を避けていることや、自身が抱く管理社会に対する不信感から、次第にレジスタンス側に理解を示す。そして黒幕がコクトーである事に気付くが、逆に逮捕命令が出されて追われる身となる。しかしスパルタンに好意的な女性警官レニーナと協力し、命令を無視してフェニックス逮捕に向かい、レジスタンスを襲撃に来たフェニックス一味を撃退する。逃げ帰ったフェニックスは自身を「処分」しようとしたコクトーを殺害。追跡してきたスパルタンとフェニックスの最後の対決が始まる。

## 登場人物
ジョン・スパルタン（シルヴェスター・スタローン）
主人公でロサンゼルス市警察の刑事。よく物を壊すのでデモリションマン（壊し屋）の異名で呼ばれる。刑事としては優秀で、凶悪犯を3年間で1000人近く逮捕した実績がある。1996年に宿敵のフェニックスを逮捕するが、その際フェニックスに囚われていた人質30名をブービートラップによるビル爆発で死亡させたとされ（後にフェニックスの口から、実は爆発前にすでに死亡していたことが明かされる）、業務上過失致死罪で70年の冷凍刑に処される。本来は2046年まで仮釈放は認められなかったが、2032年に同じく冷凍刑に処されたフェニックスが逃亡。彼を逮捕するためにサン・アンゼルス市警によって特例扱いで執行停止・解凍され、警察官に復職する。
冷凍前には妻と娘がいたが、妻は冷凍中の2010年に起きた大地震により死亡。また、娘は存命している模様だが、2032年の社会に馴染めず苦悩しており「こんな社会のどこかで生きている娘とは会いたい気がするし、会いたくない気もする」と考え、最後まで会うことは無かった。
尚、ノベライズでは地下街で暮らしていた娘と再会している。
サイモン・フェニックス（ウェズリー・スナイプス）
あらゆる犯罪に手を染めた20世紀最大の犯罪者。元はロサンゼルスで起きた暴動のリーダーで、暴動発生地域を自らの王国にしていたがスパルタンに逮捕され、冷凍刑務所に送られる。予告編によると、受けた刑は終身刑。2032年で仮釈放廃止の通達で解凍された際に拘束していた装置を解除して逃亡する。元々、秀でた肉体能力、なにより凶悪性に裏打ちされた戦闘能力の持ち主でもあったがサン・アンゼルスの支配者コクトーによって様々な能力を身に付け1996年当時よりもはるかに強くなりスパルタンを苦しめる。また、コクトーを自分自身の手では殺せないように更生プログラムが組み込まれている。
冒頭ではスパルタンに「市にここに近づくなと警告したら、ポストマン（郵便屋）もポリスマン（警官）も来なくなった」、終盤でもコクトーに「人間は考えるアホだ、何も考えない奴はただのアホだ。」など、下品だがユーモアのある台詞をしばしば発言している。また、戦闘中でも興奮して油断する弱点があり、コクトーの手で戦闘能力を強化されてもこの弱点は改善されず、スパルタンに攻撃のチャンスを与えることがしばしばある。
レニーナ・ハックスリー（サンドラ・ブロック）
ヒロインでサン・アンゼルス市警の警部補。20世紀マニアで、刺激の無い平和すぎる毎日にウンザリしていた。脱獄したフェニックスをめぐる話し合いの場で「20世紀ではどうやってフェニックスを逮捕したの？」と疑問を口にしたことがきっかけでスパルタンを知り、ロサンゼルス市警のデータベースに保管されていたスパルタンの過去のデータを見て彼に興味を抱き、フェニックスを捕えるべく解凍されたスパルタンとコンビを組む。
警察署のオフィスや自宅に20世紀の品々を大量にコレクションしており、その中にはビックリ箱の類もある（人を驚かせる物品は条例に違反する、ある種の危険物扱いをされている）。また、20世紀の知識には多少の偏りがあり、劇中で遭遇したガソリン車の型番は完璧に言えたが、人を罵る言葉の類はスパルタンから何度もダメ出しをされていた。戦闘が苦手な未来の警官では珍しく、武道の心得があり、それらの知識はジャッキー・チェンの映画などを観て覚えたと言う。彼女のオフィスにはリーサル・ウェポンのポスターも飾られている。一方で21世紀にはうんざりしながらも現状にも染まっている部分があり、パトカーの中でガルシアと一緒に人気のラジオ局が流す「昔のCMソングリクエストNo.1」である「アーマー・ホットドッグ」を歌い、20世紀では子供が歌うような歌を大声で聞かされたスパルタンは「氷漬けに戻りたい」とぼやいた。また20世紀では体に悪いとされる飲食物や嗜好品が実際に21世紀では違法となったことに理解を示したり、体に直接触れるキスや性行為に対しても激しい嫌悪感を抱いており、バーチャルセックスに不満だったスパルタンが強引に迫って来た際も拒絶して彼を部屋から追い出すほどであった。
レイモンド・コクトー（ナイジェル・ホーソーン）
サン・アンゼルスの知事市長で、2032年における管理社会を築いた張本人。自分の理想社会に反発するレジスタンスを潰すべく、フェニックスにあらゆる能力を与える。地上で生活する人々からは平和な社会を作った救世主として尊敬されているが、レジスタンスのフレンドリーに言わせれば「欲と権力にまみれた人間」。実際、人々が何も考えず、ただ自分に従っていれば良いと考える歪んだ面があり、フェニックスからは「何も考えない奴は、ただのアホだ」、「最低の偽善者」と呆れられた。
古くは冷凍刑務所の考案者であり、現在でも冷凍刑務所や冷凍刑に処された囚人に対して絶大な影響力を持ち、フェニックスから部下として犯罪者の解凍を求められた際にはその手配をしている。また、自身はスパルタンに対して「君は本来死刑になっていたが、温情ある冷凍刑務所に送られたのを感謝すべきだ」と言い放った。しかし最後はフェニックスに裏切られた挙句の果てに彼の部下に拳銃で射殺され、遺体は暖炉に放り込まれるという悲惨な結末を迎える。
エドガー・フレンドリー（デニス・リアリー）
コクトーの理想社会に反発するレジスタンスのリーダー。自由に生きることを望んでおり、コクトーが中心の管理社会を憎んでいる。本人はコクトーに禁止された犯罪を含むあらゆる行為を楽しんでやると豪語しているが、地下に住む人々を飢えから救おうと食料強奪を試みたり、地下で銃を乱射して人々を虐殺するフェニックスに愛銃で勇敢に反撃するなど、リーダーシップや行動力に満ちた人物。
終盤ではフェニックスとの決戦に向かうスパルタンに協力する。
アルフレド・ガルシア（ベンジャミン・ブラット）
レニーナ・ハックスリーの同僚。レニーナとは違い、平和すぎる毎日に何の不満も無く、むしろレニーナが低俗で野蛮な文化に毒されていると忠告した。しかし、フェニックスの捜査で地下街へ行った時、乱闘の末に頭を打ったらしく、スパルタンらと合流した際にはすっかり地下街の文化に染まっていた。緊張すると童謡を口ずさんでしまうクセがあるが、地下街の乱闘ではフェニックスに立ち向かう意外な勇敢さを持つ。また、ハックスリーが持ってきたスパルタンによる2032年では考えられない、アール署長が嫌悪感を露わにした暴力的な記録映像を、アール署長とは対照的に興味津々に観ている描写もある。
ザッカリー・ラム（ビル・コッブス/グランド・L・ブッシュ）
1996年ではロサンゼルス市警察航空隊の新米操縦士だった。スパルタンがフェニックスのアジトに乗り込む時に、彼をヘリコプターで運んだパイロット。操縦は上手いが、2032年ではサン・アンゼルス市警の地上勤務の警察官で、再会したスパルタンに「上が飛ばしてくれない」とぼやいていた。
スパルタンとは対照的に、20世紀に生まれ育ち冷凍されることなく21世紀の世界を生き年老いた人間。そのため、フェニックスが脱獄を図った当初に警察のコンピューターが発した「コード187」が殺人事件発生を指すものだと知っていた。また、スパルタンとの再会時には抱擁を交わし、スパルタンの汚い言葉も普通に聞く、ハックスリーが言うところの「20世紀の男の友情の形」を披露した。
ノベライズではフェニックスに射殺されてしまう。映画では殺されるシーンは無いものの、スパルタン達と地下街の入り口まで同行したのを最後に登場しなくなる。
ウィリアム・スミサーズ（アンドレ・グレゴリー/マーク・コルソン）
1996年では冷凍刑務所の副所長で、2032年では同刑務所の所長。スパルタンへの冷凍刑執行に立ち会った。2032年ではハックスリーとはコムチャットを行う仲で、犯罪はもう起こらないと語っていたが、フェニックスの脱獄に際し目の前で看守2人を殺され、自身も重傷を負った上に扉の眼球認証システムを動かす材料として片目を奪われ、フェニックスによる21世紀の犯罪の犠牲者となった。
ボブ（グレン・シャディックス）
コクトーの秘書。肥満体型で手袋とメッシュの入った髪の毛が特徴。非常に気が弱く、自分の保身のためならフェニックスやフレンドリーにあっさりと寝返ってしまう性格。
ノベライズでは、性格を矯正する薬をコクトーによって投与され、このような性格になったとフェニックスに語っている。
ジョージ・アール（ボブ・ガントン）
サン・アンゼルス市警の警察署長。コクトーに心酔しており彼の推進する社会に染まりきっている。警察署長という立場でありながら自分で考えずにフェニックスの今後の行動をコンピュータに任せて的外れな予測をしたり、後半ではスパルタンを逮捕しようとした時も口では強気でありながら強行手段に移せない、暴力を嫌う小心者である。フェニックスの捜査のためにスパルタンを解凍することに最後まで反対しており、スパルタンとも非常に仲は険悪で、彼を「野蛮人」と呼んだり、「（20世紀が）野蛮な時代とはいえ、よく警察官になれたものだ」と言うこともあった。また、部下のレニーナからも「クソ親父」と陰口を呟かれることさえある。

## キャスト
| 役名                                           | 俳優                       | 日本語吹替                 | 日本語吹替                                                     |
| 役名                                           | 俳優                       | ソフト版                   | テレビ朝日版                                                   |
| ---------------------------------------------- | -------------------------- | -------------------------- | -------------------------------------------------------------- |
| ジョン・スパルタン                             | シルヴェスター・スタローン | 玄田哲章                   | 佐々木功                                                       |
| サイモン・フェニックス                         | ウェズリー・スナイプス     | 江原正士                   | 江原正士                                                       |
| レニーナー・ハックスリー                       | サンドラ・ブロック         | 相沢恵子                   | 松本梨香                                                       |
| レイモンド・コクトー                           | ナイジェル・ホーソーン     | 大木民夫                   | 中村正                                                         |
| アルフレド・ガルシア                           | ベンジャミン・ブラット     | 田中正彦                   | 平田広明                                                       |
| エドガー・フレンドリー                         | デニス・リアリー           | 中多和宏                   | 山路和弘                                                       |
| アーウィン                                     | ロブ・シュナイダー         | 成田剣                     | 島田敏                                                         |
| ジョージ・アール                               | ボブ・ガントン             | 小島敏彦                   | 上田敏也                                                       |
| 秘書のボブ                                     | グレン・シャディックス     | 伊藤和晃                   | 飯塚昭三                                                       |
| タフな警官                                     | トロイ・エヴァンズ         | 名取幸政                   | 長島雄一                                                       |
| ザッカリー・ラム（1996年時）                   | グランド・L・ブッシュ      | 益富信孝                   | 星野充昭                                                       |
| ザッカリー・ラム（2032年時）                   | ビル・コッブス             | 益富信孝                   | 坂口芳貞                                                       |
| ウィリアム・スミサーズ刑務所副所長（1996年時） | マーク・コルソン           | 藤城裕士                   | 田原アルノ                                                     |
| ウィリアム・スミサーズ刑務所長（2032年時）     | アンドレ・グレゴリー       | 藤城裕士                   | 田原アルノ                                                     |
| ヒーリー警部                                   | スティーヴ・ケイハン       | 宝亀克寿                   | 塚田正昭                                                       |
| 隊長                                           | ポール・ペリー             | 秋間登                     | 田中正彦                                                       |
| 警備員                                         | クリス・デュランド         | 辻親八                     | 柴本浩行                                                       |
| ファイバー・オプの女性                         | ブランディ・レッドフォード | 紗ゆり                     | 沢海陽子                                                       |
| 地下の店員                                     | ローズマリー・ラグナス     | 湯屋敦子                   | 水原リン                                                       |
| 地下住民の一員                                 | カールトン・ウィルボーン   | 佐藤まさよし               | 中多和宏                                                       |
| 地下住民の一員                                 | ジャック・ブラック         |                            |                                                                |
| 役不明又はその他                               | N/A                        | 桜井敏治 竹田愛里 藤村恵子 | 小川智子 小野美幸 宝亀克寿 要田禎子 相沢正輝 増田ゆき 高瀬右光 |
| 日本語版スタッフ                               |                            |                            |                                                                |
| 演出                                           | 演出                       | 松川陸                     | 蕨南勝之                                                       |
| 翻訳                                           | 翻訳                       | 野口尊子                   | 平田勝茂                                                       |
| 効果                                           | 効果                       |                            | VOX                                                            |
| 調整                                           | 調整                       |                            | 飯塚秀保                                                       |
| 録音                                           | 録音                       | 熊倉亨                     |                                                                |
| 編集                                           | 編集                       | オムニバス・ジャパン       |                                                                |
| プロデューサー                                 | プロデューサー             | 小川政弘 貴島久祐子        | 圓井一夫 山川秀樹                                              |
| 制作                                           | 制作                       | WHV 東北新社               | グロービジョン                                                 |
| 解説                                           | 解説                       | N/A                        | 淀川長治                                                       |
| 初回放送                                       | 初回放送                   | N/A                        | 1997年4月6日 『日曜洋画劇場』                                  |

※ワーナー・ブラザース ホームエンターテイメント発売の「吹替の力」シリーズ『デモリションマン 日本語吹替音声追加収録版 ブルーレイ』には従来のソフト版に加え、初回放送時にカットされたシーンを追加録音したテレビ朝日版の吹替が収録（ただし一部台詞は変更）

※日本語字幕：菊地浩司

## 未来の技術
グローロッド
未来の警察で採用されている警棒。触れた相手に電気を流して気絶させるスタンガンとして使う。2032年に流通している電気自動車の充電用ソケットに差し込むと、電気容量オーバーによる爆発を起こすことが出来る。
マグネティック・アクセルレーターガン
博物館に展示されていた、歴史上最後に作られた銃火器。バッテリー式で、標的を粉砕する衝撃波を発する大型の銃。破壊力は十分だが、エネルギーチャージに時間がかかるのが難点で、フェニックスからは「待つのは趣味じゃねえ」と言われた。ヘッケラー&コッホ社の試作ケースレスアサルトライフルH&K G11が使用されている。
バイオマイクロチップ
2032年の全ての人間に皮下保持が義務付けられている有機体の発信機。それぞれに個人を特定するコードがあり、これを読み取ることで買い物などが出来るなど電子マネーとしての機能も持つ。そのため2032年では、実体のある紙幣や硬貨は流通していない。スパルタン曰く「ファシストの作った道具」。
フェニックスはチップが埋め込まれる前の時代に冷凍されたのでコードを持たず、結果として警察に居場所を探知されない長所と、地上では普通の買い物が全く出来ない短所を得た。一方、スパルタンは解凍時に勝手に逃げられたりしないよう、チップを埋め込まれた。また、ハックスリーが警察署に出勤した際、チップを現代のタイムカードと同じ様に使う描写がある。
レーザーカッター（仮名）
冷凍刑務所の囚人を解凍するために使われる道具。レーザーで大まかな氷を削るために使われる。フェニックスは終盤の戦闘で武器としても使用したが、戦闘用の道具ではないため命中精度が非常に悪く、更にフェニックスはレンズを壊して乱射したためスパルタンに当たらず「まともに当らねぇ」と吐き捨てた。
衝撃吸収ムース
自動車に搭載されている安全装置。事故の時にドライバーを包み込んで衝撃から守るエアバッグのようなもの。
フレンドリーの銃（仮名）
地下街のフレンドリーが所持している銃。銃口が二つ付いている。形状から20世紀に流通していた銃ではないと思われるが、詳細は不明。鉄板に大穴を空けるほどの威力がある。フレンドリーはこの銃を使い、フェニックスに文字通り一泡吹かせた。
冷凍カプセル
冷凍刑務所の囚人を凍らせるために使うカプセル。専用の液体に入れると一瞬で凍る。傍から見れば凍り漬けにされた囚人たちは意識が無いように思えるが、スパルタンによれば感覚も意識もあるらしく、彼に言わせれば死刑になったほうがマシだったとのこと。
人格改善装置（仮名）
冷凍刑務所の囚人に、冷凍前に取り付けられる装置。神経を通して脳に刺激を与え、犯罪者の人格を改善する。社会復帰のために、囚人の遺伝情報から適した職業の能力を身につけさせることもできる。もっとも、適していなくても様々な能力を与えることは可能で、フェニックスはあらゆる戦闘術とコンピュータに関する技能を身に付けた。ちなみにスパルタンの適職は編み物だった。
落書き消去装置（仮名）
公共施設の塀や壁に設置されている装置。落書きを感知すると自動で棒状の電極が出てきて、落書きを消去する。高圧の電流が流れるため、近くに人がいると作動しないよう安全装置がついているが、フェニックスは警官に囲まれた際にこの装置をハッキング。安全装置を解除して、塀の前に待機していた警官をこの装置で殺害した。
貝殻
未来のトイレに置いてあるトイレットペーパーの代わりになる道具。使い方は結局描写されず、スパルタンのエンディングでの台詞も「あの貝殻はどうやって使うんだ？」であった。

## 未来の社会
- 2032年のアメリカでは日本の着物をモチーフにした服装が主流になっている。警察官や冷凍刑務所の職員の制服は西洋的かつ未来的なデザインになっている。一方地下街では現在に近い服装と、古タイヤ等ありあわせの素材で作ったプロテクターつきの服が主流。また、中南米系の人々も現在の彼らに近い服装をしている。
- サン・アンジェルスは街の至る所にモラルボックスと呼ばれるコンピュータ端末があり、汚い言葉（「くそったれ」など）を使うと「言語条例に違反する」として違反切符が発券され、罰金を通告される。そのため悪口は相手を下品な言葉ではないが、悪いイメージのある物に例えるといった形になっている（相手を原始人や野獣に例えたりする）。トイレに入りたかったスパルタンは貝殻を使用する事に納得いかなかったため、わざと汚い言葉を連発して数枚の違反切符（＝トイレットペーパー）を入手した。
- 身体同士が触れる行為（ハイタッチなど）は基本的に全て禁止されている（キスや性行為は「不潔な体液交換」とされ、代わりにバーチャル・セックスが流行である）。ハックスリーによると、社会の堕落を招きエイズを含む感染症を防ぐためにコクトーが最優先に提案したとのこと。
- 妊娠は許可制となっており、専門の施設で様々な手順を経て人工授精する仕組みになっており、中絶も禁止とされている。
- 銃などの武器類は民間に流通しておらず、博物館に展示されているだけである。ある種の食品類（高コレステロール食品、塩類、カフェインなど）、タバコやアルコールは身体に悪影響と言う理由で禁止されている。ガソリンも禁止されているのでガソリン車やバイクは地下の住人しか使わず、地上では電気自動車が主流になっている。
- 2032年に存在する飲食店は全て「タコベル」になっている。タコベルが進出していない国の吹き替え版では「ピザハット」（テレビ朝日版では「ピザレストラン」）になっている[6]。
- 2032年の警察では戦闘訓練を行っておらず、「警察は暴力が苦手」と認知されている。そのため、フェニックスに警官が6人がかりで掛かっても手も足も出なかった。また、凶悪事件の類が起きなくなって久しいため、警官が携帯端末で対処マニュアルを見ながら対応する場面もある。
- 殺人事件はフェニックスが脱走するまで20年以上発生しておらず、事件性がない死に関しても16年間発生していなかった。

## 備考
- 冒頭から聴かれるテーマ曲は「世界が灰燼に帰す日」を歌ったグレゴリオ聖歌「怒りの日」の旋律に基づく。
- レニーナー・ハックスリーといった登場人物の名称でわかるようにオルダス・ハックスリー『すばらしい新世界』の影響が強い。
- 脚本は企画段階からキャスティングが決まった後まで書き直しが続いており、初期には俳優のクレイグ・シェイファー（製作総指揮の肩書きでクレジットされている）が、またクレジット無しで映画監督のフレッド・デッカーも関わっている。
- 冒頭シークエンスの爆破・倒壊シーンは『リーサル・ウェポン3』同様模型や合成ではなく、ルイビルの廃工場を実際に爆破している。
- 本作の冷凍刑務所にはジェフリー・ダーマーといった著名な凶悪犯罪者も多数収監されている。だが、実際のダーマーは本作公開後の1994年11月28日に収監先の連邦刑務所で清掃作業中に囚人仲間により殺害されている。また、偶然にも、スコット・ピーターソンと言う映画公開時には逮捕されていない犯罪者と同姓同名の人物が収監されている。
- 女優のエイドリアン・バーボー、ヴァナ・ボンタ、ジェニファー・ダーリングがコンピュータ音声をクレジット無しで担当した。
- 本作の2032年の世界における大統領はアーノルド・シュワルツェネッガーと設定されており、それを知ったスパルタンがうんざりするというシーンがあるが、不仲ということではない。シュワルツェネッガーは『ラスト・アクション・ヒーロー』では俳優・シュワルツェネッガーが存在しない世界では『ターミネーターの役』をスタローンが演じていると設定している。尚、シュワルツェネッガーは現実世界ではカリフォルニア州知事を務めた事があるが、現行法ではアメリカ合衆国生まれ（移民であれば13植民地当時から住んでいる一族、若しくは3代目以降）でないと合衆国大統領にはなれないと定められており、法改正が行われない限りシュワルツェネッガーが大統領になれる可能性は無い。劇中では彼を大統領に押す声が挙がり、そのために法を修正したとハックスリーが語っている。
- なお、フェニックスの一味に加わる蘇生された犯罪者の一人を演じるビリー・Ｄ・ルーカスはスタント出身の俳優で、シュワルツェネッガーのスタンドインも務めていた。スタローンが本作の直前に撮影していた『クリフハンガー』にも出演している。
- 1997年4月6日に『日曜洋画劇場』にて本作が初回放映された際に、翻訳：平田勝茂、テレビ朝日独自の《スタローン＝ささきいさお、サンドラ・ブロック＝松本梨香》という方針に沿ってビデオ版と異なる吹替版となった。警察の装備グローロッド（glow bar）は「ショックロッド」と呼ばれている。警察支給の服装でハックスリーの家にあがり鏡に映った自分の姿を「キマッてる」と少し嬉しそうに言う場面があるが、原音の"Happy Halloween."という台詞では自らの姿を哀れみ嘆く感情が主体である。ソフト版の吹き替えでも「仮装パーティーか？」と呆れたような口調でため息混じりに言っている。
- 2011年1月26日に同じくスタローン主演の『コブラ』と共にブルーレイ化された。DVDやVHS版には収録されていない、監督による音声解説が収録されている。
- 本作のプロモーションのために主演のスタローンが来日し、TBS『TVジェネレーション』に出演して番組司会者の山田邦子と対談した。
- 本作のメインテーマの一部が『ブラボー火星人2000』の日本版予告編に使用されている。

## 小説
リチャード・オズボーンによるノベライズがある。日本では扶桑社（扶桑社ミステリー　訳：東江一紀）から出版。上述の通り、映画とは一部異なる展開がある。

## ゲーム版
1994年12月9日にヴァージンインタラクティブエンターテインメントから3DO用のガンシューティングや格闘アクション、FPS、カーアクションなど、16のバラエティ豊かなステージ構成からなるアクションシューティングゲームが発売された。なお、PlayStation版も発売予定はあったが、こちらの発売はキャンセルされている。
日本未発売だが横スクロールアクションゲームでスーパーファミコン、メガドライブ、メガCDのゲーム版もある。
1994年2月にウィリアムス（Williams）社からピンボールマシンがリリースされている。